# Alexander Parvus
Alexander Parvus (Izrail Lazarevici Gelfand, rus. Израиль Лазаревич Гельфанд) n. 8 septembrie 1867, Bierazino⁠(d), gubernia Minsk⁠(d), Imperiul Rus – d. 12 decembrie 1924, Berlin, Republica de la Weimar) a fost un revoluționar menșevic în Rusia și socialist în Germania. A coordonat, în cooperare cu autoritățile Germaniei, călătoria din 1917 a lui Lenin, într-un vagon de cale ferată plumbuit, din Germania în Rusia.
Ideologul socialist Parvus, care a organizat mai târziu politica economică a Turciei în timpul lui Mustafa Kemal Atatürk, a introdus, împreună cu Troțki, încă din octombrie 1917, conceptul revoluției permanente, care prevedea între altele:
- înlăturarea țarismului și burgheziei
- revoluția proletară și instituirea dictaturii proletariatului
- reforma agrară, și naționalizarea economiei
- democrația parlamentară
- revoluția mondială (care nu s-a realizat)

## Biografie
Alexander Parvus, cu numele real Israel Lazarevici Helphand (fonetic: Helfand sau Ghelfand, probabil Geldpfand), s-a născut într-un cartier evreiesc din Minsk, Belarus. A locuit însă în Odessa unde și-a început activitatea revoluționară la vârsta de 16 ani. În 1886 s-a refugiat în Elveția, unde l-a cunoscut pe Plehanov, care l-a determinat să studieze marxismul. A urmat cursuri universitare în științele economice la Basel, între anii 1887-1891. Teza de doctorat a avut ca temă repartizarea muncii.
La Stuttgart, în Germania, a făcut cunoștință cu Clara Zetkin și Karl Kautsky. Aici și-a început cariera publicistică, scriint pentru gazetele social-democrate Vorwärts (Înainte) și Die neue Zeit (Timpul nou) sub pseudonimul Alexander Parvus.
Activitatea publicistică a continuat-o la Leipzig, unde a publicat critica lui Engels a luptei pe baricade a maselor populare. Parvus s-a ocupat și de problema  organizării grevelor, devenind unul dintre liderii revoluționari zeloși. A publicat și în presa rusă de extremă stângă. După ce l-a cunoscut pe Troțki, autoritățile Germaniei l-au declarat pe Parvus persoană indezirabilă.
După 1900, a făcut cunoștință la München cu Lenin, iar în 1905 a participat, împreună cu Troțki, la revoluția rusă din 1905. A fost arestat și deportat în Siberia, de unde a evadat. S-a reîntors în Germania, unde s-a implicat într-un scandal financiar compromițător. Bolșevicii l-au învinuit de o fraudă în valoare de 130.000 de mărci. Incidentul i-a stricat relația cu liderii socialiști, între care Rosa Luxemburg, articolele sale nemaiputând fi publicate în gazetele lor.
Sosit în 1910, Gelfand-Parvus a activat ca jurnalist până în 1914 și a avut contacte cu diferite grupări socialiste din Imperiul Otoman. A fost reprezentantul în Constantinopol al firmei concernului germande siderurgie și construcții de armament Krupp și al companiei britanice Vickers. A făcut afaceri de milioane vânzând armament în timpul Războiului balcanic și a publicat articole de economie politică.
În 1914 s-a mutat la Copenhaga, de unde a reluat legătura cu social-democrații germani (aripa Lensch-Cunow-Haenisch). A înființat publicația social-democrată Die Glocke (Clopotul), în care milita pentru „solidaritatea” proletară. 
În 1917 a colaborat cu serviciul de informații al armatei germane, cu care a organizat călătoria clandestină a lui Lenin și a unui grup de acoliți din Elveția în Rusia cu scopul răsturnării guvernării țariste. Prin izbucnirea Revoluției din Octombrie, Rusia, în care țarismul căzuse în Revoluția din Februarie, a fost nevoită să iasă din război (Rusia a încheiat pace cu Germania abia în martie 1918, când a semnat Tratatul de la Brest-Litovsk).
După primul război mondial, Geldfand-Parvus s-a retras la vila sa din Berlin, unde a încetat din viață în 1924.